# Efe Ajagba
Efe Ajagba (nacido el 22 de abril de 1994) es un boxeador profesional nigeriano.

## Biografía
Después de haber jugado desde 2005 en un club de fútbol de la localidad nigeriana de Ughelli, Efe Ajagba se pasó en el año 2011 al boxeo, deporte en el que tuvo como entrenador a Anthony Konyegwachie.
Más tarde fue seleccionado para competir por el equipo nigeriano en los juegos de la Mancomunidad Británica de Naciones de 2014 disputados en Glasgow. Compitiendo en la categoría de peso superpesado, derrotó a Junior Fa de Tonga en los deicieseisavos y a Paul Schafer de Sudáfrica en los cuartos de final. En semifinales fue derrotado por el australiano Joseph Goodall, por lo que Ajagba ganó la medalla de bronce.
En los juegos africanos de 2015 celebrados en Brazzaville, República del Congo, Ajagba fue seleccionado como el representante de Nigeria del peso superpesado, y consiguió la medalla de oro al vencer en la final, por 3-0, a Keddy Angnes, representante de las Seychelles.
En 2016 ganó la medalla de oro del peso superpesado en el torneo de clasificación olímpico africano de boxeo celebrado en Yaundé, Camerún. Al ganar dicha medalla, Ajagba se calificó para representar a Nigeria en los Juegos Olímpicos de Verano de 2016 de Río de Janeiro, Brasil. En la primera eliminatoria de este torneo, Ajagba venció a los puntos al ugandés Michael Sekamembe, derrotó en semifinales al boxeador tunecino Aymen Trabelsi, y venció en la final al marroquí Mohamed Arjaoui. Ajagba fue el único boxeador nigeriano de los diez que compitieron para clasificarse para Río de Janeiro, lo que llevó a que el seleccionador de Nigeria, Konyegwachie, afirmara que los jueces habían sido sobornados. 
El 24 de agosto de 2018, Ajagba obtuvo la victoria más rápida de la historia del boxeo en un combate contra el púgil estadounidense Curtis Harper, después de que Harper abandonara el cuadrilátero antes de iniciarse la pelea en protesta por una disputa salarial, lo que supuso su descalificación y la victoria Ajagba.

## Récord profesional
| N.º | Resultado | Balance | Rival              |       | Asalto | Fecha      | Localidad                        |
| --- | --------- | ------- | ------------------ | ----- | ------ | ---------- | -------------------------------- |
| 16  | Derrota   | 15-1    | Frank Sánchez      | UD    | 10     | 09/10/2021 | Las Vegas, Nevada                |
| 15  | Victoria  | 15-0    | Brian Howard       | KO    | 3 (10) | 10/4/2021  | Tulsa, Oklahoma                  |
| 14  | Victoria  | 14-0    | Jonathan Rice      | UD    | 10     | 19/9/2020  | Las Vegas, Nevada                |
| 13  | Victoria  | 13-0    | Răzvan Cojanu      | KOT   | 9 (10) | 7/3/2020   | Brooklyn, Nueva York             |
| 12  | Victoria  | 12-0    | Iago Kiladze       | KO    | 5 (10) | 21/12/2019 | Ontario, California              |
| 11  | Victoria  | 11-0    | Ali Eren Demirezen | UD    | 10     | 20/7/2019  | Las Vegas, Nevada                |
| 10  | Victoria  | 10-0    | Michael Wallisch   | KOT   | 2 (10) | 27/4/2019  | Paradise, Nevada                 |
| 9   | Victoria  | 9-0     | Amir Mansour       | RET.  | 2 (8)  | 9/3/2019   | Carson, California               |
| 8   | Victoria  | 8-0     | Santino Turnbow    | KOT   | 1 (6)  | 22/12/2018 | Nueva York, estado de Nueva York |
| 7   | Victoria  | 7-0     | Nick Jones         | KO    | 1 (6)  | 30/9/2018  | Ontario, California              |
| 6   | Victoria  | 6-0     | Curtis Harper      | DESC. | 1 (6)  | 24/8/2018  | Mineápolis, Minesota             |
| 5   | Victoria  | 5-0     | Dell Long          | KO    | 1 (6)  | 26/5/2018  | Biloxi, Misisipi                 |
| 4   | Victoria  | 4-0     | Antonio Johnson    | KO    | 1 (6)  | 10/3/2018  | San Antonio, Tejas               |
| 3   | Victoria  | 3-0     | Rodney Hernández   | KOT   | 5 (6)  | 4/11/2017  | Nueva York, estado de Nueva York |
| 2   | Victoria  | 2-0     | Luke Lyons         | KOT   | 1 (6)  | 21/10/2017 | Newark, Nueva Jérsey             |
| 1   | Victoria  | 1-0     | Tyrell Herndon     | KO    | 1 (6)  | 30/7/2017  | Bakersfield, California          |